# Maximilian Günther
Maximilian Günther (ur. 2 lipca 1997 roku w Oberstdorfie) – niemiecki kierowca wyścigowy.

## Życiorys

### Formuła BMW
Günther rozpoczął karierę w jednomiejscowych samochodach wyścigowych w 2011 roku od startów w Formule BMW Talent Cup, gdzie czternastokrotnie stawał na podium, w tym dwukrotnie na jego najwyższym stopniu. Został sklasyfikowany na drugiej pozycji w końcowej klasyfikacji kierowców.

### ADAC Formel Masters
W sezonie 2013 Niemiec podpisał z ekipą Mücke Motorsport na starty w ADAC Formel Masters. Jedenastokrotnie stawał na podium, a w drugim i trzecim wyścigu na Lausitzringu był najlepszy. Uzbierane 240 punktów pozwoliło mu zdobyć tytuł wicemistrza serii. Rok później w ciągu 24 wyścigów, w których wystartował, dziesięciokrotnie stawał na podium i odniósł cztery zwycięstw. Uzbierał łącznie 262 punkty i obronił tytuł wicemistrzowski.

### Formuła 3
W roku 2015 Maximilian awansował do Europejskiej Formuły 3. Reprezentując zespół Mücke Motorsport najlepsze wyniki notował na ulicznych obiektach. Na francuskim torze w Pau dojechał w jednym z wyścigów na drugiej lokacie, z kolei na niemieckim Norisringu odniósł pierwsze w karierze zwycięstwo. W ostatniej rundzie sezonu reprezentował mistrzowską ekipę z Włoch, Prema Powerteam. Do mety dojechał dwukrotnie na czwartej i raz na szóstej pozycji. 150 punktów w klasyfikacji generalnej sklasyfikowało go na 8. miejscu.
Dobry wynik na niemieckim torze Hockenheimring zaowocował zatrudnieniem Günthera na cały sezon przez włoską ekipę.

### Formułą E
W sezonie 2018/2019 reprezentował ekipę GEOX Dragon, a od sezonu 2019/2020 reprezentuje ekipę BMW i Andretti Autosport.

## Wyniki

### Podsumowanie
| Sezon | Seria                  | Zespół                       | Wyścigi | Zwycięstwa | PP | NO | Podium | Punkty | Pozycja |
| ----- | ---------------------- | ---------------------------- | ------- | ---------- | -- | -- | ------ | ------ | ------- |
| 2011  | Formuła BMW Talent Cup | BMW Motorsport               | 17      | 2          | 0  | 2  | 14     |        | 2       |
| 2013  | ADAC Formel Masters    | Mücke Motorsport             | 24      | 2          | 8  | 2  | 11     | 240    | 2       |
| 2014  | ADAC Formel Masters    | Mücke Motorsport             | 24      | 4          | 5  | 2  | 10     | 262    | 2       |
| 2015  | Europejska Formuła 3   | KFZTeile24 Mücke Motorsport  | 30      | 1          | 0  | 0  | 2      | 152    | 8       |
| 2016  | Europejska Formuła 3   | Prema Powerteam              | 30      | 4          | 7  | 4  | 13     | 322    | 2       |
| 2016  | Grand Prix Makau       | SJM Theodore Racing by Prema | 2       | 0          | 0  | 0  | 0      | N/A    | NS      |